# L'Encéphale
Pour les articles homonymes, voir L'Encéphale (Paris).
L'Encéphale, sous-titré Journal des maladies mentales et nerveuses, était une revue scientifique à visée médicale fondée par Jules Bernard Luys et Benjamin Ball en 1881 et publiée jusqu'en 1889 par les Éditions Masson.
La revue a été relancée en 1906 sous le titre L'Encéphale (Paris).